# Acalolepta australis
Acalolepta australis es una especie de escarabajo del género Acalolepta, familia Cerambycidae. Fue descrita científicamente por Boisduval en 1835.
Habita en Australia y Papúa Nueva Guinea. Mide entre 26 y 44 mm (1,0 a 1,7 pulgadas). El color básico es negruzco o marrón rojizo. El período de vuelo de esta especie ocurre en los meses de mayo, agosto, noviembre y diciembre.